# Крылов, Пётр Федотович
Пётр Федо́тович Крыло́в (11 июня 1873, Москва — 1933) — российский и советский артист цирка, гиревик и борец. Имел прозвище «король гирь».

## Биография

### Детство и юность
Пётр Федотович Крылов родился в 1873 году Москве. Интерес к спорту мальчику ещё с юных лет привил его отец, повесив дома пару гимнастических колец, на которых спустя некоторое время маленький Петя мог отжиматься по 20 раз. Также в качестве тренировочного снаряда мальчик использовал самодельную штангу, сделанную из двух чугунных утюгов, прикреплённых к половой тряпке.
Учась в гимназии, много дрался, а на уроках постоянно читал Майн Рида, Фенимора Купера и Жюля Верна. Во время своих прогулок любил заходить в мясную лавку, где поднимал находящуюся там двухпудовую гирю. После занятий проводил все вечера в цирке Саламонского, где работал атлет Эмиль Фосс, ставший кумиром Петра.
Из-за своего вспыльчивого характера Петра часто отчисляли из школ: сначала его выгнали за драку из казённого реального училища, затем из училища Фидлера, в котором он одолел одного фискала. Наконец, его занесло в училище Хайновского, где он из-за своей силы обрел популярность и уважение среди своих товарищей.

### Мореход
В возрасте девятнадцати лет юноша переходит в петербуржское мореходное училище, а вскоре он отправился в свое первое плавание на пароходе «Чихачев», в должности помощника рулевого. Крылов сумел хорошо себя зарекомендовать, так что через некоторое время он получил назначение на судно «Кочкар», которое курсировало между Одессой и Марселем.
В конце зимы 1895 поехал в Москву, чтобы увидеться с родственниками, но внезапная встреча со своим старым товарищем, который был атлетом-любителем, перечеркнула все планы Петра, и они вместе решили направиться к своему приятелю Сержу Морро, имевшего тогда свой погреб со спортивными снарядами, в котором Крылов во время тренировок любил копировать трюки своего кумира.

### Цирковая карьера
С конца апреля 1895 года начал выступать в балагане Лихачева:
Пощупал меня со всех сторон Лихачев и произнес, почесывая в затылке: «65 целковых в месяц, мусью, и чтобы ежеден несколько раз работать.»
С цирка Лихачева Крылов перешел в цирк Камчатного, который был уже «чином выше». В сутки приходилось выступать по 12-15 раз. К тому времени арсенал трюков атлета пополнился эффектным номером — подъёмом лошади со стоек со всадником на верёвках, после исполнения которого публика на него смотрела как на одного из «живых чудес».
Позже переехал в Уфу, в цирк Боровского, где получал по 200 рублей. Его напарником на выступлениях был Сергей Елисеев, с которым он постоянно конкурировал в подъёме тяжестей.

После цирка Боровского выступал у Владимира Дурова, а позже очутился в цирке Девинье и Бизано. 
У меня уже было много трюков: жал одной рукой бульдог, рвал цепи, ломал подковы и монеты, разбивал кулаками камни, делал растяжку с четырьмя лошадьми.
Познакомившись с бароном Кистером Михаилом Оттоновичем, арена которого была на Новинском бульваре, стал выступать и у него. Вскоре начал ставить новые рекорды, выжав левой рукой гантель в 260 фунтов, взял с моста 290 фунтов, разводил две гири по 32 кг в стороны дном вниз.
На одном выступлении в Лодзи, Крылову бросил вызов Станислав Збышко-Цыганевич. В ходе состязания Пётр выжал левой рукой гантель в 280 фунтов, взял с моста 300 фунтов и развел две гири по 100 фунтов каждая. Польский атлет опередил его только в одном упражнении — толкнул штангу 320 фунтов два раза, когда Крылов — только один.

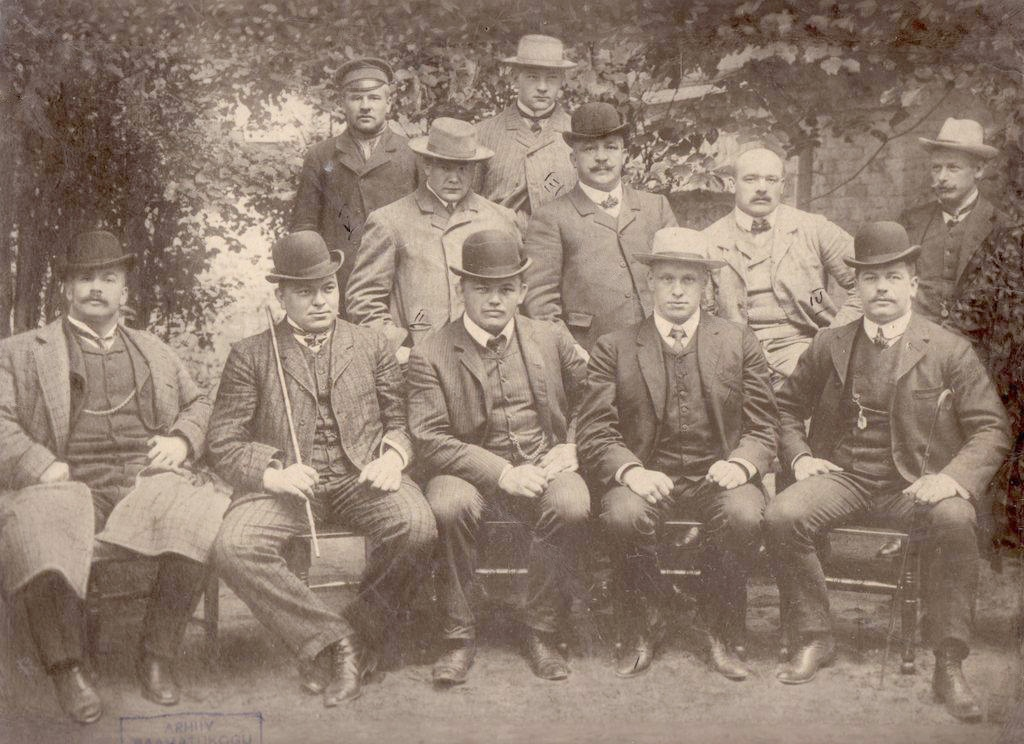
1 ряд снизу (слева направо) 1. Пётр Крылов, 4. Георг Лурих 2 ряд 1. Алекс Аберг 3. Станислав Збышко Цыганевич

В 1901 году в Киевском атлетическом обществе выжал левой рукой штангу 280 фунтов, развел две гири 100 фунтов дном вниз, донес правой гирю в 100 фунтов к выжатой левой рукой штанге в 280 фунтов, с моста взял 300 фунтов, получив за рекорды золотую медаль от Евгения Гарнич-Гарницкого.

### Борцовская карьера
Начало своей карьеры борца Крылов начал с переезда в Петроград, где его встретили атлеты-любители во главе с Иваном Лебедевым. В 1906 году боролся в чемпионате Лебедева в цирке Чинизелли. Далее начались турне в качестве борца в Ростове-на-Дону, Харькове, Киеве, Воронеже, Тамбове, Саратове, Москве, Полтаве, Петрограде и по всем сибирским городам.
Хорошо умел инсценировать борьбу. В Воронеже, в цирке Рудольфо Труцци, Крылов и Карл Микул делали бешеные сборы до глубокой осени, сумев провести четыре реванша Крылов-Микул.

### Семья и личная жизнь
6 мая 1864 года его отец, Московский мещанин Крылов Федот Авдеевич (39 лет) венчается с Рязанской мещанской девицей Екатериной Васильевной (19 лет) вторым браком (жена Анна от первого брака 15 лет была уже безвестно где).
Поручителями по жениху были Севастопольский купец 1 гильдии Иванов Николай Петрович, коллежский регистратор Надеждин Яков Григорьевич и купеческий сын 2-й гильдии Смирнов Михаил Касимовский.
По невесте: ее сестра Рязанская мещанка Прасковья Васильевна, дворянка Александра и Московский мещанин Исаев Павел Денисович
В 1873 году 11 июня рождается сын Пётр. Был крещен 14 июня в Церкви Николы Стрелецкого у Боровицких ворот. Восприемниками (крестными родителями) были отставной штабс-капитан Попов Иван Андреевич и Рязанская мещанка, девица Еремина Александра Васильевна.
В 1877 году 17 февраля рождается еще один сын Александр. Крещен 22 февраля. Восприемниками были Дмитровский купец Попов Михаил Михайлович и Рязанская мещанка, девица Еремина Александра Васильевна.
Сам Крылов Пётр женился 21 января в 1920 году в Сергиевом Посаде на Валерии-Евве Мартыновной Малессе (1878 г.). Их место жительства указано там же, улица Репинская, дом Крылова (сейчас ул. Кооперативная, дом 18).

## Рекорды
- — левой рукой выжимал двухпудовую гирю 86 раз, находясь в «солдатской стойке»;[9]
- — жим штанги стоя на борцовском мосту — 123 кг, мировой рекорд (Арена барона Кистера, Москва, 1898 год);
- — выкручивание гантели левой рукой — 110 кг, мировой рекорд (Арена барона Кистера, Москва, 1898 год);
- — «гиревой крест» с двумя гирями по 41,4 кг каждая, мировой рекорд (Киевское атлетическое общество, Киев, 1900 год);
- — выкручивание штанги левой рукой — 115 кг, всероссийский рекорд (Киевское атлетическое общество, Киев, 1901 год);
- — доношение (правой рукой гирю 41 кг — к штанге 106 кг в левой руке) — 147 кг, всероссийский рекорд (Киевское атлетическое общество, Киев, 1901 год);
- — толчок штанги двумя руками — 133 кг (Киевское атлетическое общество, Киев, 1901 год).[1]

## Антропометрические данные

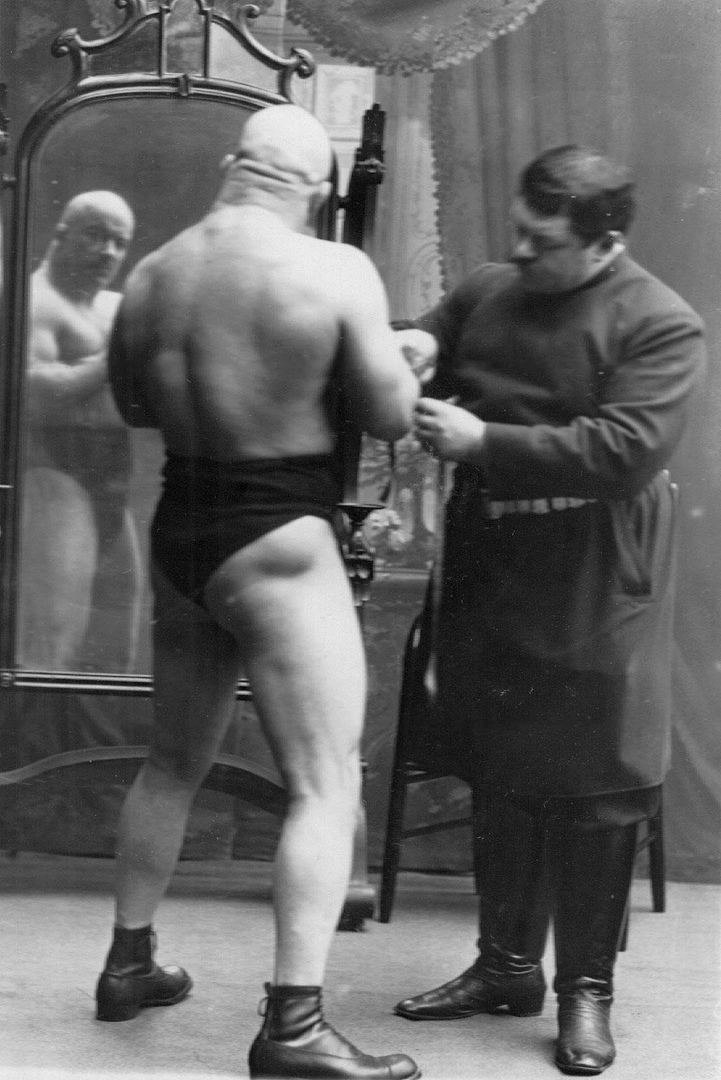
Иван Лебедев измеряет объём руки «короля гирь»

В 1912 году председатель атлетического общества «Санитас» Людвиг Чаплинский произвёл измерения «короля гирь»:
- рост —170 см,
- вес — 90,5 кг,
- плечевой пояс — 143 см,
- грудь — 123,5 см,
- талия — 86 см,
- бицепс правой — 46 см,
- бицепс левой — 45 см,
- предплечье — 35 см,
- запястье — 20,5 см,
- бедро — 67 см,
- колено — 37,5 см,
- голень — 40 см,
- шея — 55 см.

## Тренировка
В августе 1914 года в популярном спортивном журнале «Геркулес» появилась публикация известного атлета и борца Петра Крылова «Тренировка гиревика»:

«За последние годы среди любителей, с которыми мне приходится встречаться, господствует стремление тренироваться исключительно на рекорды. Это — неправильная система и, мало того, пагубная. Такие рекорды являются вымученными. Они не только не доказывают силы, но изнашивают человека. Сперва развивайте свои мускулы, добейтесь их наибольшего развития путем тренировки,— а тогда уже можете без вреда „работать“ и для рекордов. Мне сейчас 43 года, и я себя чувствую не слабее, нежели был 25-летним молодым гиревиком. Мускулатура моя не ухудшилась в качестве и не уменьшилась в объёмах. Это — результат лишь рациональной тренировки. Говорится: „показ лучше наказа“, а поэтому я приведу описание моего тренировочного дня,— это может пригодиться моим молодым собратьям по гиревому спорту для выработки каждым из них индивидуальной для себя системы тренировки.
Проснувшись, я беру воздушную ванну в течение 10 минут, а если лето, то солнечную. Затем — тяну резину (короткая растяжка из шести резин); тяну перед собой, над головой, из-за спины, каждой рукой отдельно и т. л. Делаю отжимания на полу, — на всей ладони или на пальцах, раз до 100. Бегаю минут 10—15. Прыгаю „лягушкой“: короткие прыжки, на носках, с глубоким приседанием. Беру душ или обтираюсь холодной водой. Через полчаса завтракаю: яйца, два стакана молока и один стакан жидкого очень сладкого чая. Гуляю до обеда. Обед — в 5 часов.
Через два часа после обеда тренируюсь тяжелыми гирями: выжимаю или толкаю (через день) штангу в 5 пудов, стоя и лежа, по 50 раз (пять раз по 10 выжиманий). Выжимаю двойники 50 раз (та же пропорция). Приседаю с пятипудовой штангой — на всей стопе — 100 раз, а затем хожу с тяжелым человеком на шее взад и вперед по лестнице. Кончаю тренировку гантельными движениями, причем делаю плечевые упражнения с 20-фунтовыми гантелями, а для бицепсов тяну каждой рукой по 2 таких гантели вместе. Последние два года тренируюсь тяжестями после обеда только 3 раза в неделю (прежде ежедневно), а остальные дни этот час тренируюсь борьбой в стойке и закладыванием нельсонов — необходимо мне, как борцу. После тренировки — беру душ и иду гулять.
Когда я тренировался „на рекорды“, то брал всегда „на разы“ очень небольшой вес: двумя руками — 4,5 пуда, одной рукой — 3 пуда. Тяжелый же вес брал только один раз в неделю, и тогда пробовал сделать рекорд. И вот этой своей крайне осторожной и выдержанной системе тренинга я обязан тем, что сохранил силу и мускулатуру, хотя мне приходилось, как цирковому атлету прежнего времени, иногда „работать“ по несколько раз в день на представлениях очень тяжелым весом и проделывать самые трудные трюки. Что касается моего пищевого режима, то я прежде ел много мяса, а теперь налегаю, главным образом, на овощи и фрукты и считаю это полезнее. Особенно люблю печёный (по-пастушески) картофель — сытное и здоровое кушанье. Водки и пива не пью, но во время обеда пропускаю небольшой стаканчик легкого вина. Абсолютно не курю».